# Esmeraldas (canton)
Pour les articles homonymes, voir Esmeraldas.
Esmeraldas est un canton d'Équateur situé dans la province d'Esmeraldas.